# Siegfried Uiberreither
Siegfried Uiberreither, född 29 mars 1908 i Salzburg, död 29 december 1984 i Sindelfingen, var en österrikisk promoverad jurist och nazistisk politiker. Han var mellan 1938 och 1945 Gauleiter i Steiermark. Från 1940 var han därjämte riksståthållare.

## Biografi
Uiberreither studerade rättsvetenskap vid Universität Graz och promoverades till juris doktor år 1933. Under studietiden gick han med i Burschenschaft Cheruskia Graz. Han inträdde i SA år 1931 och blev efter Anschluss, Tysklands annektering av Österrike i mars 1938, tillförordnad polisdirektor i Graz. Den 25 maj samma år utnämnde Adolf Hitler Uiberreither till Gauleiter i Gau Steiermark, vilket innebar att han i detta distrikt var nazistpartiets högste företrädare. Uiberreither inledde omedelbart repressiva åtgärder mot Steiermarks omkring 3 000 judar. Synagogor förstördes och judisk egendom beslagtogs. År 1940 blev Steiermark ett Reichsgau och Uiberreither tillsattes då även som riksståthållare.
Efter Tysklands Balkanfälttåg 1941 inlemmades Untersteiermark och delar av Oberkrain i Tyska riket. Hitler utnämnde Uiberreither till chef för civilförvaltningen (Chef der Zivilverwaltung, CdZ) i Untersteiermark och denne inledde en rigorös germaniseringspolitik. Tusentals slovener tvångsförflyttades till Serbien, Kroatien och Tyskland. Slovenska lärare avskedades och tyska infördes i samtliga skolor. En slovensk motståndsrörelse bildades och utförde sabotage, vilka bemöttes med vedergällningsaktioner från tysk sida.
I andra världskrigets slutskede greps Uiberreither av allierade trupper. Då Uiberreither riskerade utlämning till Jugoslavien, flydde han ur fångenskapen och vistades under en tid i Argentina.

### Webbkällor
- Lilla, Joachim. ”Übersicht der NSDAP-Gaue, der Gauleiter und der Stellvertretenden Gauleiter 1933 bis 1945” (på tyska). Zukunft braucht Erinnerung. Shoa.de. Arkiverad från originalet den 19 september 2013. https://web.archive.org/web/20130919191620/http://www.zukunft-braucht-erinnerung.de/index.php?option=com_content&task=view&id=544&Itemid=41. Läst 9 september 2013.